# Zarceus major
Zarceus major е вид насекомо от семейство Haglotettigoniidae. Видът е застрашен от изчезване.

## Разпространение
Разпространен е в Сейшели.